# Newbery Honor
A Newbery Honor ("Honraria Newbery") é uma menção honrosa concedida a escritores ilustres pela "Association for Library Service to Children" ("Associação de Serviços Bibliotecários para Crianças) da "American Library Association" (ALA) ("Associação de Bibliotecas Americanas"). A Newbery Honor é dada a candidatos de notabilidade concorrendo a Newbery Medal, uma honraria superior. Embora a Honraria Newbery tenha sido iniciada em 1971, candidatos citados exclusivamente para concorrer a Medalha Newbery de anos anteriores foram retroativamente agraciados com a Newbery Honor.